# 화성인 바이러스
《화성인 바이러스》는 2009년 3월 31일부터 2013년 11월 26일까지 tvN에서 방송된 대한민국의 텔레비전 토크 쇼이다.
보통 사람들과는 전혀 다른 있지도 않은 생활습관을 갖고 있는 사람들과의 대화와 그들의 일상생활이 주요 소재이다. 2011년 8월 23일, 방송의 전송 방식을 HD로 전환하였다. 동시에 방송 제작이 tvn의 자체제작에서 코엔미디어(KOEN Media)의 외주제작으로 변경되었다.
한편 이 것의 파생 프로그램으로 2009년 10월 22일부터 2010년 9월 9일까지 tvN에서 방송된 '화성인 vs 화성인'과 2010년 9월 15일부터 2013년 8월 1일까지 tvN에서 방송된 '화성인 X파일'이 있었다.
2013년 11월 26일 방송을 끝으로 폐지하였으며, 후속 프로그램으로 2014년 2월 11일부터 공유TV 좋아요가 방송되었다.

## 논란
이 프로그램은 논란이 많았던 프로그램이다. 한 주인공이 쇼핑몰 홍보를 위해 출연한 사실이 드러나기도 했고, 어떤 주인공은 방송에서 일부 비하 발언으로 인해 논란이 일었다. 이에 2013년 제작사인 코엔미디어의 한 PD는 인터뷰에서 '주인공 그 자체로 리얼이여야 하기에, 주인공에게 대사나 행동 등의 무엇을 강요한 적이 없었다. 그러나 논란을 거치면서 검증과정에 신중을 기하고 있다.'고 밝혔다. 이는 사전 검증에서 여러 방법으로 직접 확인을 거치고, 방송에서 진행자들이 주인공에게 출연 의도에 대한 질문을 직접 던지는 등의 변화로 나타났다.

### 주의 · 경고조치
이 프로그램은 방송통신위원회로부터 주의조치와 경고조치를 받은바 있다. 2009년 9월 23일, 허경영이 출연한 2009년 8월 4일 방송분이 비과학적 내용에 관한 규정인 '방송심의에 관한 규정 제41조'를 위배한다는 이유로 주의조치를 받았다. 81회 '3년째 혼자 노는 역삼동 여신' 편에서는 주인공을 3년째 무직인 상태로 대부분의 일상을 혼자 보내는 것으로 소개한 반면, 방송 이후 주인공의 SNS에 친구들과 교재하는 사진이 올라오고 인터넷 쇼핑몰의 모델이라는 보도가 잇따랐다. 이에 2010년 12월 9일, 방송통신위원회는 제작진이 충분한 검증과 고지 없이 프로그램을 제작했다고 판단하여 경고조치 하였다.

## 기타 정보
- 방송진행자 : 이경규, 김성주, 김구라
  - 이윤석 (2012년 5월 ~ 10월, 김구라의 대타로 출연)

- 보조진행자 V걸스
  - 한송이 (2011년 8월 ~ 2013년 4월 2일)
  - 한규리 (2013년 4월 9일 ~ 2013년 11월 26일)

## 참고 사항
회차별에 부분 다시보기 서비스 논란으로 중지하였다.